# Верх-Чуманка
Верх-Чума́нка (рос. Верх-Чуманка) — село у складі Баєвського району Алтайського краю, Росія. Адміністративний центр та єдиний населений пункт Верх-Чуманської сільської ради.

## Населення
Населення — 960 осіб (2010; 1274 у 2002).
Національний склад (станом на 2002 рік):
- росіяни — 94 %